# Ло Нуэстро
Ло Нуэ́стро (исп. Lo Nuestro) — музыкальная премия, присуждаемая телекоммуникационной компанией «Univision» с 1989 года. Церемония вручения премии транслируется по телевидению — это одно из наиболее ярких событий года в области латиноамериканской музыки.
Списки победителей (и/или выдвинутые на премию):
- Ло Нуэстро 2003
- Ло Нуэстро 2004
- Ло Нуэстро 2005
- Ло Нуэстро 2006